# 乐丰镇
乐丰镇，是中华人民共和国江西省上饶市鄱阳县下辖的一个乡镇级行政单位。

## 行政区划
乐丰镇下辖以下地区：
桥北社区、桥南社区、铁峰村、新岭口村、茨山村、十字河村、曾子岭村、鱼龙泉村、盛家村、桐山村、东风村、南山村、丰源村、英旗村、塘头村、钱家村和方宋村。